# Ernassa cruenta
Ernassa cruenta är en fjärilsart som beskrevs av Rothschild 1909. Ernassa cruenta ingår i släktet Ernassa och familjen björnspinnare. Inga underarter finns listade i Catalogue of Life.